# 鮑比·邦茲
鮑比·李·邦茲（英語：Bobby Lee Bonds，1946年3月15日—2003年8月23日）是美國職棒大聯盟的右外野手，在其职业棒球生涯中曾效力過巨人、洋基、天使、白襪、遊騎兵、印地安人、紅雀與小熊等隊。
邦茲是大聯盟史上第一位生涯超過兩次上演單季30轟與30盜的球員(另一位正是他的兒子貝瑞·邦茲，兩人生涯都累積5次達成此成就)。而邦茲也成為威利·梅斯後，第二位生涯敲出300轟與300盜的球員。

## 職業生涯
邦茲一家都是運動世家，姐姐羅西是奧運跨欄選手；哥哥羅伯特曾在田径锦标赛中拿下兩面金牌，並在1965年的NFL選秀被選走。
1968年6月25日，邦茲登上大聯盟，而且他在初登板就敲出滿貫砲，為現代棒球第一人，若加上近代棒球紀錄則是史上第二人，僅次於1898年首创记录的Bill Duggleby。
邦茲在當時是一名力量與速度兼具的選手，但這也讓他的三振率居高不下。1969年，他寫下國聯最高的單季187次被三振紀錄。隔年他再將紀錄推高至189次。該紀錄一直到2004年才被亞當·鄧恩打破，2009年，馬克·雷諾茲再將紀錄推向223次。1973年，邦茲敲出39轟與43次盜壘，這也是大聯盟首次有球員能夠單季敲出至少39轟與39盜的記錄。1970年代，邦茲入選3次明星賽，並拿下3次金手套獎。

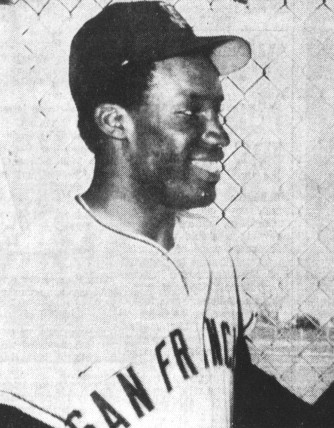
1969年的邦茲

1970年，邦茲單季上演48次盜壘成功，刷新隊史紀錄。隔年他的打擊率2成88為全隊最高，並幫助球隊打進季後賽。不過他在國聯冠軍賽卻因為肋骨挫傷而失去上場機會，整個系列賽他只敲出2支安打，球隊最後輸給海盜。該年他在MVP票選上拿下第四名。1972年，邦茲敲出26轟與44次盜壘，並得118分。隔年他敲出生涯新高的39轟，最終在MVP票選上拿下第三名。

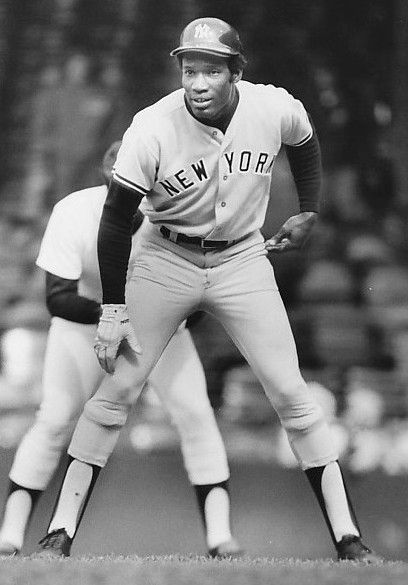
1975年的邦茲

1974年球季結束後，巨人將邦茲交易到洋基，換來Bobby Murcer。1975年，邦茲以第一棒身分敲出28支首局首打席全壘打，刷新Eddie Yost保持的紀錄。後來洋基將他交易到天使，換來Mickey Rivers和Ed Figueroa。1977年，邦茲敲出37轟刷新隊史單季全壘打紀錄。
1977年12月5日，天使將邦茲、Richard Dotson和Thad Bosley交易到白襪，換來Brian Downing、Chris Knapp和Dave Frost。但是球隊開季卻吞下慘澹的9勝20敗，後來他在季中被交易到遊騎兵，白襪換來Claudell Washington和Rusty Torres。

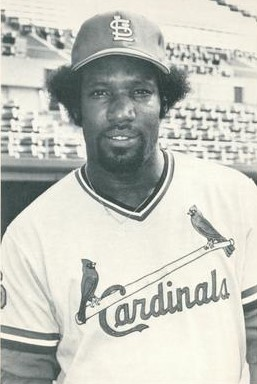
1980年的邦茲

1978年10月3日，遊騎兵將邦茲和藍·巴克交易到印地安人，換來Jim Kern和Larvell Blanks。1979年12月7日，他再被交易到紅雀，換來John Denny和Jerry Mumphrey。1981年6月4日，小熊買斷邦茲的合約。後來他在球季結束後退休。
邦茲退休時累積461次盜壘，在當時是大聯盟史上第12名。1984年到1987年間，他在印地安人擔任打擊教練。1993年，他進入巨人的教練團。同時他的兒子貝瑞也加盟巨人。
邦茲的進階數據Power–speed number為大聯盟史上第五高，僅次於兒子貝瑞、瑞奇·韓德森、威利·梅斯和艾力士·羅德里奎茲。

## 生涯打擊成績
| 出賽次數 | 打席 | 打數 | 得分 | 安打 | 二安 | 三安 | 全壘打 | 打點 | 盜壘 | 保送 | 三振 | 打擊率 | 上壘率 | 長打率 | OPS  |
| -------- | ---- | ---- | ---- | ---- | ---- | ---- | ------ | ---- | ---- | ---- | ---- | ------ | ------ | ------ | ---- |
| 1849     | 8090 | 7043 | 1258 | 1886 | 302  | 66   | 332    | 1024 | 461  | 914  | 1757 | .268   | .353   | .471   | .824 |

## 個人生活
邦茲在1963年5月3日結婚，並育有3個兒子。其中大兒子貝瑞·邦茲是目前大聯盟的生涯全壘打王，另外兩個兒子瑞克和小貝瑞雖然也是棒球選手，不過最高層級只有小聯盟。
2003年，邦茲因為肺癌和腦癌的併發症去世，享年57歲。

## 外部連結
- 球員資訊和成績在MLB，ESPN，Baseball-Reference，Fangraphs（英文）
- 鮑比·邦茲在台灣棒球維基館上的頁面（繁體中文）